# 859
| 859                |
| ------------------ |
| Dødsfald - Fødsler |
|                    |

| Gregoriansk kalender | 859 DCCCLIX             |
| Ab urbe condita      | 1612                    |
| Armensk kalender     | 308 ԹՎ ՅԸ               |
| Kinesiske kalender   | 3555 – 3556 戊寅 – 己卯 |
| Etiopisk kalender    | 851 – 852               |
| Jødisk kalender      | 4619 – 4620             |
| Hindukalendere       |                         |
| - Vikram Samvat      | 914 – 915               |
| - Shaka Samvat       | 781 – 782               |
| - Kali Yuga          | 3960 – 3961             |
| Iransk kalender      | 237 – 238               |
| Islamisk kalender    | 244 – 245               |

Se også 859 (tal)